# Vĩnh Thanh (phường)
Vĩnh Thanh là một phường thuộc thành phố Rạch Giá, tỉnh Kiên Giang, Việt Nam.

## Địa lý
Phường Vĩnh Thanh nằm ở trung tâm thành phố Rạch Giá, có vị trí địa lý:
- Phía đông giáp phường Vĩnh Thông
- Phía nam giáp phường Vĩnh Hiệp và phường Vĩnh Thanh Vân
- Phía tây giáp Vịnh Thái Lan
- Phía bắc giáp phường Vĩnh Quang.

Phường Vĩnh Thanh có diện tích 1,32 km², dân số năm 2023 là 26.178 người, mật độ dân số đạt 19.802 người/km².

## Hành chính
Phường Vĩnh Thanh được chia thành 8 khu phố: Nguyễn Trung Trực, Võ Thị Sáu, Đông Hồ, Nguyễn Công Trứ, Mạc Cửu, Lý Thường Kiệt, Lê Thị Hồng Gấm, Nguyễn Trãi.

## Lịch sử
Sau năm 1975, phường Vĩnh Thanh thuộc thị xã Rạch Giá.
Ngày 27 tháng 9 năm 1983, Hội đồng Bộ trưởng ban hành Quyết định số 107-HĐBT về việc chia phường Vĩnh Thanh thành phường Vĩnh Thanh và 2 xã: Vĩnh Quang, Vĩnh Trung.
Ngày 31 tháng 5 năm 1991, Ban Tổ chức Chính phủ ban hành Quyết định số 288/QĐ-TCCP về việc sáp nhập phường Vĩnh Hòa vào phường Nguyễn Trung Trực.
Ngày 24 tháng 4 năm 1993, Chính phủ ban hành Nghị định số 19-CP về việc sáp nhập phường Nguyễn Trung Trực vào phường Vĩnh Thanh.
Ngày 14 tháng 11 năm 2001, Chính phủ ban hành Nghị định số 84/2001/NĐ-CP về việc thành lập phường Vĩnh Quang trên cơ sở 1.064,8 ha diện tích tự nhiên và 18.449 nhân khẩu của phường Vĩnh Thanh.
Sau khi điều chỉnh địa giới hành chính, phường Vĩnh Thanh còn lại 82,2 ha diện tích tự nhiên và 24.762 nhân khẩu.
Ngày 26 tháng 7 năm 2005, Chính phủ ban hành Nghị định số 97/2005/NĐ-CP về việc thành lập thành phố Rạch Giá thuộc tỉnh Kiên Giang. Phường Vĩnh Thanh trực thuộc thành phố Rạch Giá.